# 石仔埗街

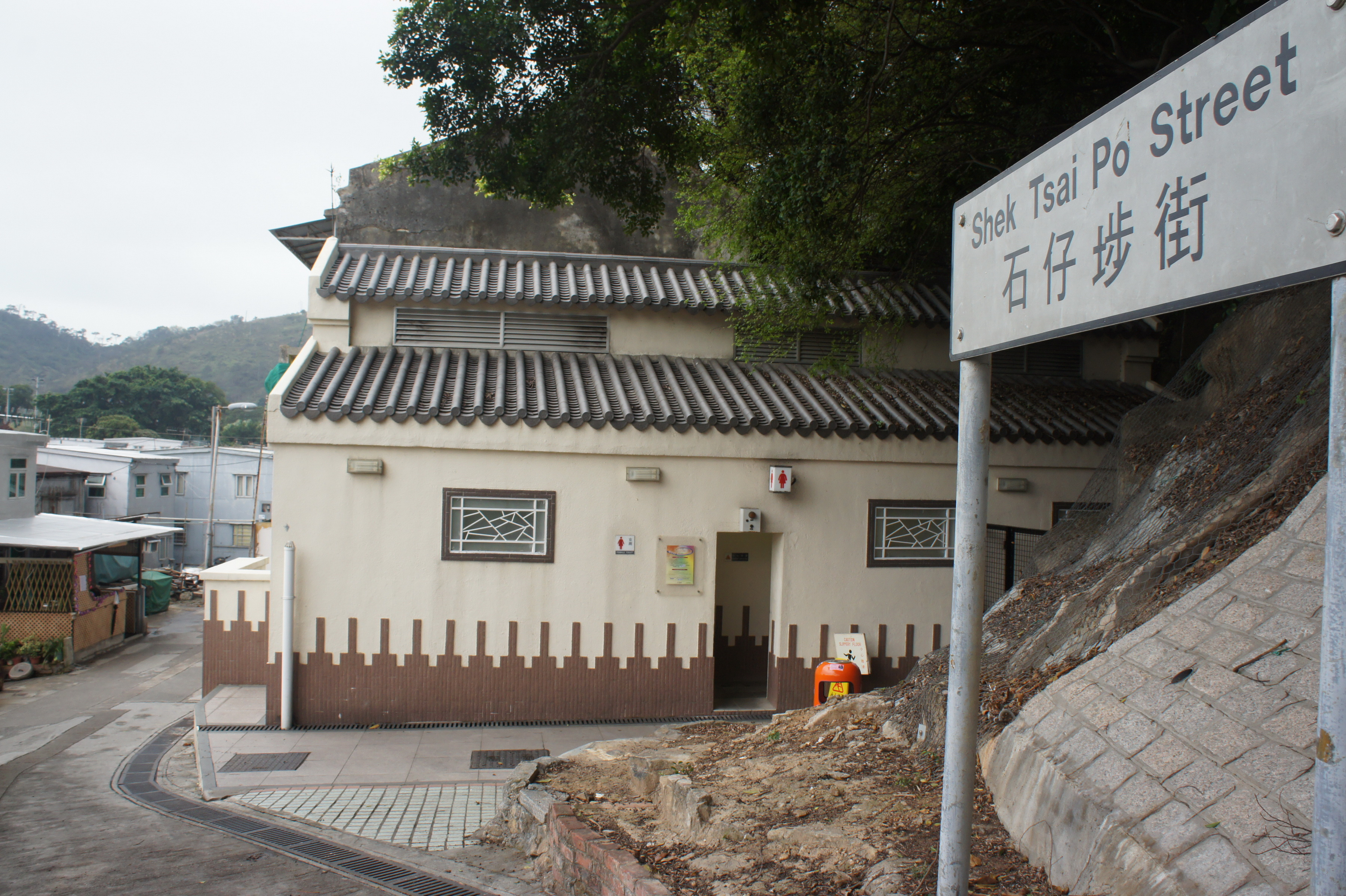
石仔埗街公廁

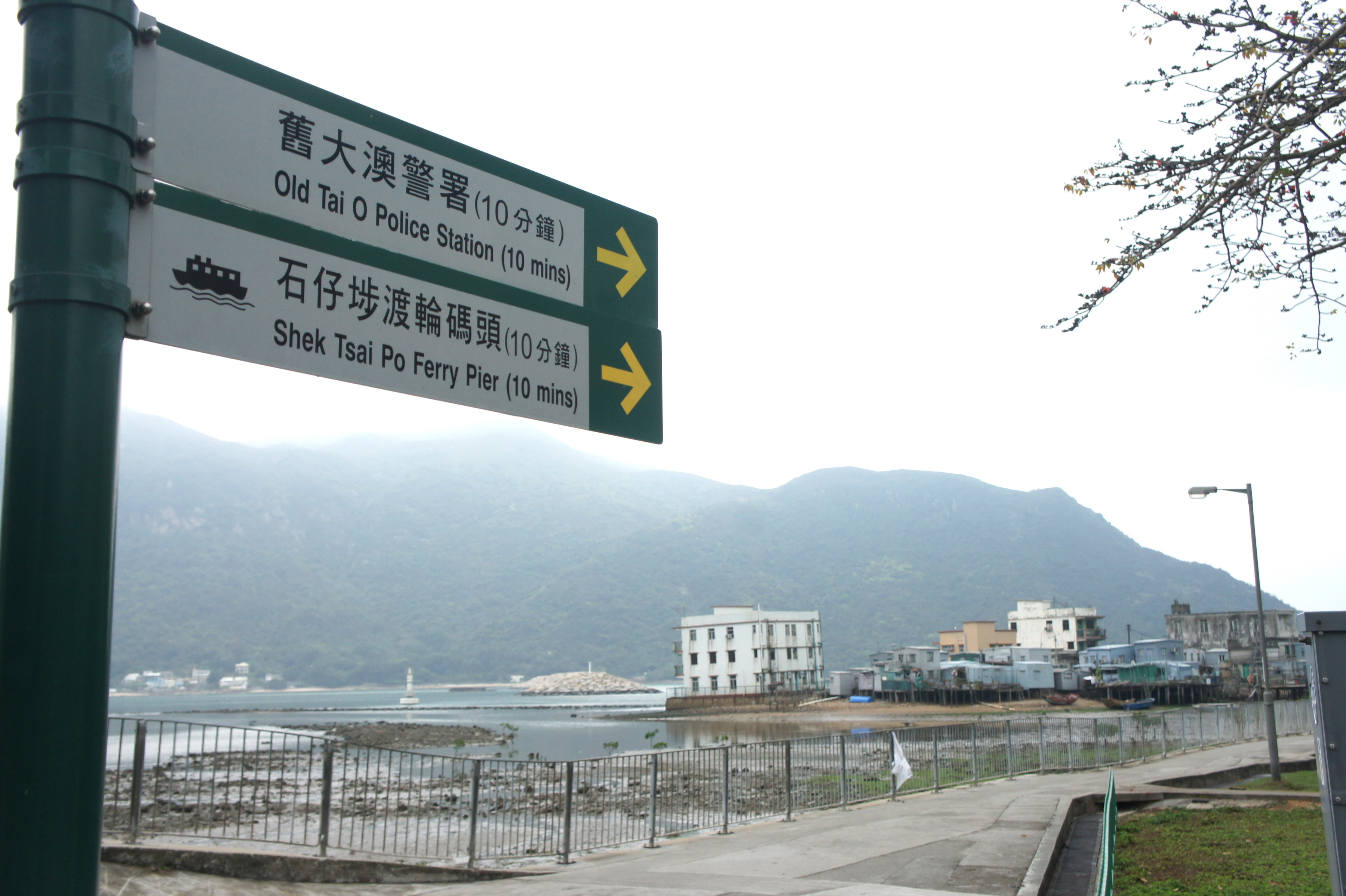
石仔埗街上的一個路標，路標指示往舊大澳警署（現為大澳文物酒店）及石仔埗渡輪碼頭的方向及所需時間。

石仔埗街（英語：Shek Tsai Po Street）是一條位於香港大嶼山大澳島南面沿海，連接大澳墟和石仔埗的道路。東面則連接大澳街市街，西面的盡頭則為石仔埗渡輪碼頭。石仔埗街是大澳島上最長的道路，並且是目前全港位處最西面的行車道路。沿著石仔埗街，有多個聚落，包括大涌棚、半路棚、生釣棚等。大澳著名數家製造和售賣蝦膏的店號皆集中在石仔埗一帶。
自從大澳文物酒店於2012年2月開幕後，掀起旅遊熱潮，令昔日相對大澳其他街道較為寧靜的石仔埗街，遊人驟然增多。

## 簡史
早年的棚屋一直缺乏水電供應，直到1960年代後，當局才逐步提供自來水和電力，唯仍未建設污水收集系統。污水從棚屋直接排放到棚屋下方海中，潮水一般可將污物沖走，不會造成明顯的問題。可是，近期因興建大澳遊樂場及毗連的公共直升機坪，填海土地將石仔埗村圍封，導致積聚的污物淤泥，難被正常的水流沖走。
當區區議員指出，早在10年前已建議政府興建污水收集系統，但渠務署發言人聲稱接連棚屋的木製棧道不能承受污水渠組件之負荷，而建造海面公共污水渠亦不可行，故唯有將現有的陸地公共污水渠系統，盡量延伸至接近棚屋的政府土地上，該工程預計於2018年完工。至於環境保護署發言人則呼籲棚屋居民盡量使用公用廁所設施，以減低污染問題。
在2012年5月，有些大澳居民指出石仔埗街一帶的棚屋籠罩著濃烈的異味，且有蚊蟲孳生，嚴重影響附近的環境衛生。

## 沿途地點
石仔埗街的沿途地點，從西至東，包括有：
- 石仔埗渡輪碼頭
- 大澳文物酒店（前身為大澳警署）
- 大王宮
- 勝利香蝦廠（石仔埗街10號）
- 鄭祥興蝦醬廠（石仔埗街17號A）[2]
- 土地廟
- 少林寺武術學校（前身為大澳公立學校）[3]
- 洪聖古廟
- 虎山郊野徑（起點位於洪聖古廟旁）[4]
- 大澳花園
- 大澳賽馬會普通科門診診所（石仔埗街103號）
- 大澳大會堂
- 大嶼山大澳遊樂場
- 大澳消防局（舊局）
- 大澳郵局（石仔埗街102號）
- 大澳街市[5]

## 附近街道
- 大澳街市街
- 吉慶街
- 吉慶後街

## 交通
| 交通路線列表 |
| --- |
| 港鐵 - █ 東涌綫：東涌站B出口（於東涌市中心巴士總站乘搭新大嶼山巴士11號巴士至大澳巴士總站，車程約50分鐘。從大澳巴士總站向北步行約5分鐘至大涌行人行橋，過橋後沿街市街步行） |